# Eduardo Adaro Magro
Eduardo Adaro Magro (Gijón, 6 de febrer de 1848 – Madrid, 27 de febrer de 1906) va ser un arquitecte espanyol.

## Biografia
Fou conegut per haver estat arquitecte auxiliar en el disseny i planificació de la construcció de l'edifici principal del Banc d'Espanya. Va estudiar arquitectura a Madrid obtenint el títol el 19 de juliol de 1872. Se li va encomanar, igualment, al costat de Velasco i Tomás Aranguren, la realització del projecte de la Presó Model de Madrid l'any 1876. Va realitzar de la mateixa forma el projecte de la Presó Modelo d'Oviedo, executat pels arquitectes provincials Javier Aguirre Iturralde i García Rivero en el període que va des de l'any 1892 i 1897.

## Característiques

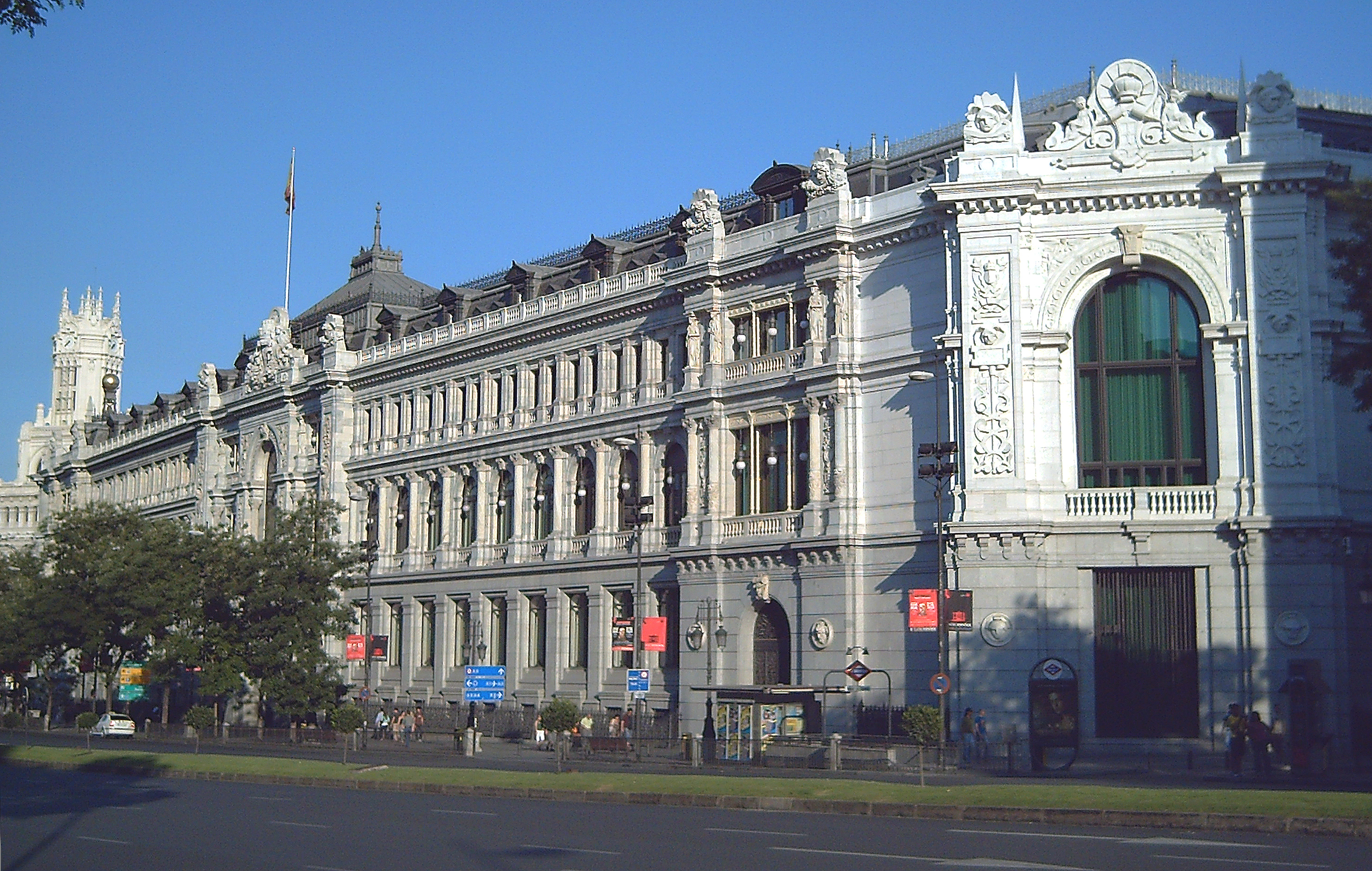
Adaro va ser arquitecte auxiliar de l'edifici del Banc d'Espanya (Madrid).

En la seva obra arquitectònica va fer ocupació abundant del ferro i això vaig poder veure's al pati d'operacions del Banc d'Espanya.